# Moraea galpinii
Moraea galpinii är en irisväxtart som först beskrevs av John Gilbert Baker, och fick sitt nu gällande namn av Nicholas Edward Brown. Moraea galpinii ingår i släktet Moraea och familjen irisväxter. Inga underarter finns listade i Catalogue of Life.